# Michael Cimino
Michael Antonio Cimino, född 3 februari 1939 i New York, död 2 juli 2016 i Los Angeles, var en amerikansk filmregissör, filmproducent och manusförfattare. 
Cimino skrev manus till ett antal filmer, bland annat Dirty Harry-filmen Magnum Force. Han fick sedan regissera Thunderbolt på Clint Eastwoods bolag Malpaso. Cimino fick stor framgång med det känsliga krigsdramat Deer Hunter och fick i stort sett fria händer med sitt nästa projekt, en westernfilm. Resultatet blev Heaven's Gate, ett fiasko som gick back med 43 miljoner dollar och förstörde Ciminos rykte. Han försökte dock regissera Footloose 1984, men fick sparken efter fyra månader då han verkade dra över budgeten. Efter detta finansierade han  sina filmer utanför studiosystemet.

## Filmografi i urval
- 1972 – Den tysta flykten (manus)
- 1973 – Magnum Force (manus)
- 1974 – Thunderbolt
- 1978 – Deer Hunter
- 1980 – Heaven's Gate
- 1985 – Drakens år
- 1987 – Sicilianaren
- 1990 – Skräckens timmar
- 1996 – Sunchaser